# 张八五
张八五（1962年4月—），陕西大荔人，汉族，中华人民共和国政治人物。

## 生平
1983年7月参加工作，1988年12月加入中国共产党。第十二届全国人民代表大会宁夏地区代表。毕业于陕西财经学院工业经济专业。历任宁夏回族自治区原计委社会事业处处长，石嘴山市副市长，宁夏回族自治区发改委副主任、党组成员，宁夏回族自治区发改委副主任、党组副书记。2013年1月，任宁夏回族自治区发改委主任、党组书记，同年12月兼任宁夏内陆开放型经济试验区建设领导小组办公室主任。2013年，担任全国人大代表。
2017年6月22日，中纪委网站宣布，张八五涉嫌严重违纪，目前正接受组织审查。2017年9月1日，第十二届全国人民代表大会常务委员会第二十九次会议通过其辞呈。2019年7月，因犯受贿罪 、隐瞒境外存款罪，被吴忠市中级人民法院判处有期徒刑13年。